# クリシュナ (企業)
有限会社クリシュナは、北海道網走郡美幌町に本社、北見市に本店を構えるインド料理（インドカレーなど）飲食店を経営する企業。
青色のカレーが提供されるカレー店（発祥地）として多数メディアに取り上げられることで有名である。

## 概要
企業・店舗名はインド神話の英雄クリシュナに由来する。

## 特徴
様々な色のカレーに使用される着色料は、全て天然の色素（インドのスパイスなど）が使用され、合成着色料は一切使用されない。

## 主力メニュー
インドの一流ホテル出身の料理人がシェフとしてインド料理を振舞う。

### オホーツクシリーズ
オホーツク夕日のカリー
赤色のカレー。オホーツク海に沈む知床の夕陽をイメージ。
トマトベースの超激辛カレー。
オホーツク流氷カリー
青色のカレー。オホーツク海に浮かぶ流氷をイメージ。
青の色素は、インドの天然色素から抽出されたスパイスが使用される。
オホーツク白い大地のカリー
白色のカレー。北の大地・北海道の雪原をイメージ。
一般的なホワイトカレーとは、製法が異なりバター、牛乳、スパイスで製造される辛いカレー。
オホーツクバイオレットカリー
紫色のカレー。紫の色素は白花豆・紫花豆とスパイスが使用される。

## レトルト製品
- オホーツク3色カリー - 以下の3点セットとして販売される。
  - オホーツク夕日のカリー
  - オホーツク流氷カリー
  - オホーツク白い大地のカリー

## 所在地
本社
- 北海道網走郡美幌町東町2丁目11-13

北見本店
- 北海道北見市東三輪2丁目36-4

札幌店
- 北海道札幌市中央区大通り西4丁目1番地 新大通りビル地下2階

クリシュナエクスプレス
- 出張サービスのインド料理レストラン